# Det spökar i sta'n
Det spökar i sta'n (på filmaffischen Det spökar i stan; originaltitel: Topper) är en amerikansk film från 1937, i regi av Norman Z. McLeod. Filmen var den första av tre övernaturliga komedifilmer om paret Topper, byggda på Thorne Smiths böcker Topper (1926) och Topper Takes a Trip.
Filmen blev Oscarnominerad i två kategorier, för bästa manliga huvudroll och bästa ljud.

## Handling
George och Marion Kerby är ett rikt och oansvarigt par. När George förvandlar sin dyra sportbil till ett vrak, vaknar de två upp från olyckan som spöken.
De två inser att de varken är i himlen eller i helvetet men att de behöver göra något gott för att förtjäna en biljett till himmelriket. Deras gamla vän Cosmo Topper, vars liv skulle kunna vara annorlunda, utses till medel i det uppdraget.

## Rollista
- Constance Bennett - Marion Kerby
- Cary Grant - George Kerby
- Roland Young - Mr. Topper
- Billie Burke - Mrs. Topper
- Alan Mowbray - Wilkins
- Eugene Pallette - Casey
- Arthur Lake - hisspojken
- Hedda Hopper - Mrs. Stuyvesant
- Theodore von Eltz - hotellchefen
- J. Farrell MacDonald - polismannen

## Produktion och mottagande

### Produktionen
Bakgrunden till filmen var producenten Hal Roach' vilja att distansera sig från slapstick-filmer à la Helan och Halvan. Det ledde till att han började intressera sig för screwball-genren.
Budgeten för filmen var på 500 000 US-dollar. Scenerna som skulle föreställa entrén till Seabreeze Hotel spelades in vid entrén till varuhuset Bullocks Wilshire på Wilshire Boulevard i Los Angeles.

### Distribution och respons
Amerikansk biopremiär skedde 16 juli 1937. Till svenska biografer nådde filmen först den 3 januari 1938. I USA blev filmen en stor framgång och nådde intäkter på fyra gånger produktionskostnaderna.
Filmen filmades ursprungligen i svartvitt. 1985 omnämndes den som den första svartvita film som helt och hållet omvandlats till färgfilm. Färgversionen, som skapades för bruk till TV-sändningar och hemvideoutgåvor, producerades av en gren av Hal Roach Studios. Roach fungerade som filmens ursprungliga producent, som distribuerades via MGM.
För sin medverkan i filmen som "Cosmo Topper" nominerades Roland Young till Oscar för bästa manliga biroll. Filmen var även nominerad i kategorin bästa ljud.

## Uppföljare
Framgången med filmen genererade fortsatt intresse för Topper-konceptet. 1939 respektive 1941 följde därför de båda uppföljarna Det spökar på Rivieran och En förbryllande natt. Norman Z. McLeod var regissör för den förstnämnda filmen, medan ingen av dem hade medverkan av Cary Grant. Mellan 1953 och 1956 sändes en TV-serie via CBS baserad på Thorne Smiths rollfigurer. 1979 sändes en TV-film baserad på samma koncept, då på ABC.